# John Deere 730

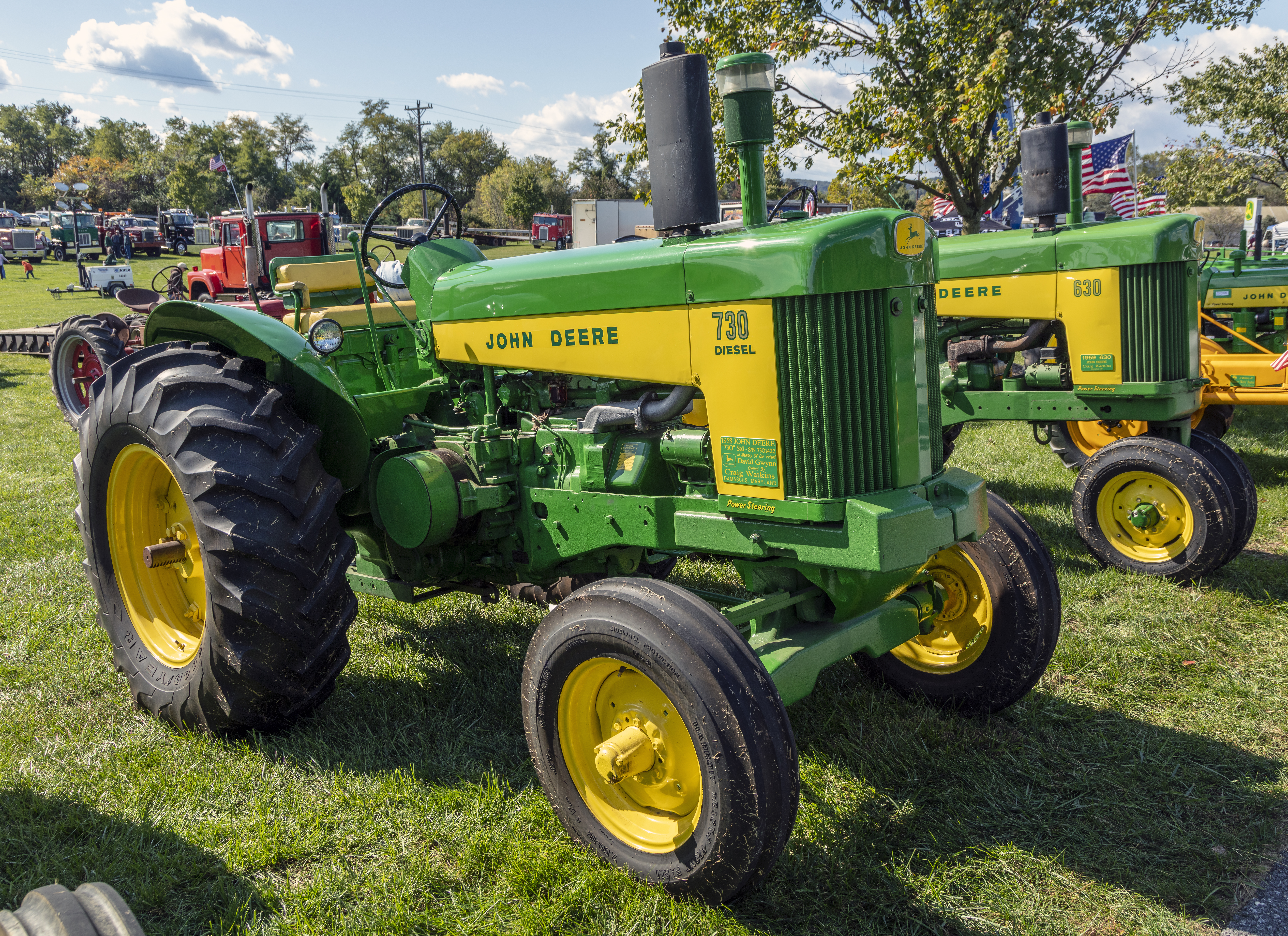

Construido originalmente en Waterloo, se exportó a la República Argentina y posteriormente se produjo en la fábrica de Granadero Baigorria. Cuando finalizó la producción en Waterloo, se exportó todo el herramental del 730 y trasladó a Argentina, continuando así la producción continuó hasta 1971. Dentro de las versiones disponibles estaban las "row-crop" (triciclo), "estándar" y variantes de "high-crop" (zancudo, cultivos altos). Con 20022 unidades producidas en aproximadamente una década, está dentro del podio de tractores más fabricados en Argentina.

## Ficha técnica

### Motor
- Motor: John Deere
- Ciclo: diesel cuatro tiempos
- Cilindrada (cm³): 6200
- Cilindros: 2
- Diámetro x Carrera (mm): 156 x 162
- Régimen (RPM): 1125
- Combustible: gas oil
- Refrigeración: líquida (agua)
- Filtro de aire: baño de aceite
- Compresión: 16:1
- RPM nominal: 1125
- Orden de encendido: 1-2

### Transmisión
- Transmisión: John Deere
- Tipo: engranajes no sincronizados
- Velocidades: 6 adelante y 1 atrás

### Dimensiones
- Distancia entre ejes (mm): 2320 / 2520 / 2110
- Longitud (mm): 3430 / 3890 / 3700
- Ancho (mm): 2200 / 1960 o 2600 / 2200
- Altura (mm): 2240